# Simonato (cognome)
Simonato è un cognome di lingua italiana.

## Varianti
Il cognome non presenta varianti e proviene direttamente dal cognome Simeoni.

## Origine e diffusione
Il cognome Simonato ha origine dal nome comune Simone, che a sua volta deriva dal nome biblico "Shimeon" (che significa "Dio ascolta" in aramaico). L'origine araldica del cognome risale a Roma intorno al 1500, con il cardinale "Hieronymus Simoncellus", e all'Università di Perugia con un certo "Octavius Simonatus". 
Probabilmente, il cognome Simonato è una forma patronimica veneta, riconoscibile dalla terminazione in -ato, che significa "figlio di" un certo Simone.
È il cognome di oltre 990 famiglie italiane, concentrate perlopiù nell'Italia settentrionale, in particolare in Veneto, Lombardia e Friuli Venezia Giulia.